# Hans Lutz
Hans Lutz (Stuttgart, 31 de marzo de 1949) es un deportista alemán que compitió para la RFA en ciclismo en la modalidad de pista, especialista en las pruebas de persecución.
Participó en dos Juegos Olímpicos de Verano, obteniendo en total dos medallas, oro en Múnich 1972, en la prueba de persecución por equipos (junto con Peter Vonhof, Gregor Braun y Günther Schumacher), y bronce en Múnich 1972, en persecución individual.
Ganó seis medallas en el Campeonato Mundial de Ciclismo en Pista entre los años 1970 y 1977.

## Medallero internacional
| Juegos Olímpicos   | Juegos Olímpicos          | Juegos Olímpicos  | Juegos Olímpicos            |
| Año                | Lugar                     | Medalla           | Competición                 |
| ------------------ | ------------------------- | ----------------- | --------------------------- |
| 1972               | Múnich (RFA)              | Medalla de bronce | Persecución individual      |
| 1976               | Montreal (Canadá)         | Medalla de oro    | Persecución por equipos     |
| Campeonato Mundial |                           |                   |                             |
| Año                | Lugar                     | Medalla           | Competición                 |
| 1970               | Leicester (Reino Unido)   | Medalla de oro    | Persecución por equipos (A) |
| 1973               | San Sebastián (España)    | Medalla de oro    | Persecución por equipos (A) |
| 1974               | Montreal (Canadá)         | Medalla de oro    | Persecución individual (A)  |
| 1974               | Montreal (Canadá)         | Medalla de oro    | Persecución por equipos (A) |
| 1975               | Rocourt (Bélgica)         | Medalla de oro    | Persecución por equipos (A) |
| 1977               | San Cristóbal (Venezuela) | Medalla de plata  | Persecución por equipos (A) |